# Semi-Pro
Semi-Pro er en amerikansk komediefilm fra 2008 instrueret af Kent Alterman efter manuskript af Scot Armstrong og med Will Ferrell og Woody Harrelson i hovedrollerne.

## Medvirkende
- Will Ferrell
- André Benjamin
- Woody Harrelson
- Maura Tierney
- Andy Richter
- Andrew Daly
- Will Arnett
- David Koechner
- Rob Corddry
- Matt Walsh
- Patti LaBelle
- Tim Meadows
- Jackie Earle Haley
- Kristen Wiig
- Jay Phillips
- Josh Braaten
- Peter Cornell
- Ian Roberts
- DeRay Davis
- Pat Kilbane
- Artis Gilmore
- George Gervin
- Jason Sudeikis